# Anasarca
Anasarca es un término médico que describe una forma de edema o acumulación de líquidos masiva y generalizada en todo el cuerpo. Por lo general se debe a insuficiencia cardíaca congestiva, insuficiencia hepática o cirrosis o por insuficiencia renal, así como la administración excesiva de líquidos por terapia intravenosa. Algunos medicamentos utilizados en quimioterapia antineoplásica, como el docetaxel, pueden causar anasarca.

## Fisiología
Los compartimentos del cuerpo conservan la cantidad justa de líquidos para sus necesidades por medio de un balance de presiones con la circulación sanguínea. Algunas de las presiones que mantienen el equilibrio hídrico de los organismos incluyen la presión osmótica, la presión oncótica y la presión hidrodinámica.

## Etiología
La anasarca es causada por daño terminal de órganos encargados del balance hídrico del organismo, como el corazón, hígado y riñón. Otras causas de anasarca incluyen:
- Ciertas expresiones del mieloma múltiple.
- Una estenosis tricuspídea grave que cause congestión del hígado.
- Pérdida de proteínas por infecciones graves.
- Una infección por parvovirus B19 durante el embarazo.

## Patología
La anasarca se caracteriza por una acumulación de líquidos en los tejidos subcutáneos, la cavidad peritoneal y pleural y el pericardio y tiende a ser un líquido pobre en proteínas (trasudado), lo que lo diferencia del exudado de las inflamaciones. El edema generalizado es fácil de detectar, incluyendo en personas obesas.